# William Randolph Hearst
William Randolph Hearst, född 29 april 1863 i San Francisco, Kalifornien, död 14 augusti 1951 i Beverly Hills, Los Angeles County, Kalifornien, var en amerikansk tidningsman och politiker. Han var son till George Hearst.

## Biografi
Hearst studerade 1882–1885 vid Harvard University och blev därefter journalist. Han använde sig av Joseph Pulitzers metoder när han övertog San Francisco Examiner 1887 och senare New Yorktidningen Morning Journal som han efter E. W. Scripps' förebild omvandlade till en encents daglig tidning. Med denna tidning bidrog Hearst till att framkalla Spansk-amerikanska kriget. Han kom att bygga upp Hearstkoncernen genom att grunda en rad tidningar. 1900 startades Chicago American, 1902 Chicago Examiner, 1904 Boston American. Under höjdpunkten av sin makt på 1920-talet ägde han närmare 30 tidningar, flera telegrambyråer och ett dussin tidskrifter. Han ägnade sig även åt förläggarverksamhet, ägde ett filmbolag och ett antal radiostationer.
När Hearst flyttade till New York City förvärvade han The New York Journal och startade ett bittert tidningsförsäljningskrig mot Joseph Pulitzers New York World som ledde till skapandet av "den gula pressen" – sensationella berättelser om kriminalitet, korruption, sensationer och sex, och ibland av dubiös sanningshalt.
William Randolph Hearsts ägande inom den amerikanska tidningsvärlden gjorde honom till en mycket förmögen man. Han lät uppföra det fantastiska Hearst Castle utanför San Simeon i Kalifornien där han underhöll dåtidens celebriteter, som exempelvis Charlie Chaplin och Mary Pickford. Ingen kostnad sparades i Hearst Castle: inomhuspool med guldklädda väggar, utomhuspool i romersk stil, marmorgolv och dyrbara antikviteter från världens alla hörn.
William Randolph Hearst sägs ha inspirerat Orson Welles till huvudpersonen i dennes film En sensation (Citizen Kane, 1941), något som gjorde Hearst rasande. Filmens palats Xanadu kan lika gärna vara Hearst Castle. Precis som Kane försökte Hearst göra sin obegåvade älskarinna till en stor stjärna inom teater och film. Filmens Kane är också totalt skrupelfri när det gäller att slå mynt av sensationer och till och med hetsa till krig i sina tidningar, liksom var fallet med verklighetens mediamogul Hearst.
1974 kidnappades hans barnbarn Patricia Hearst av den amerikanska terroristgruppen SLA som påstods ha hjärntvättat henne till att delta i bankrån. Hon fängslades men blev delvis benådad av Jimmy Carter och helt benådad av Bill Clinton. Troligtvis hade hon drabbats av Stockholmssyndromet.